# Violinkonzert (Tschaikowski)
Das Violinkonzert D-Dur op. 35 ist das einzige Violinkonzert des russischen Komponisten Pjotr Iljitsch Tschaikowski. Es zählt zu den bekanntesten und meistgespielten Violinkonzerten.

## Entstehung
Tschaikowski schrieb das Konzert im März und April des Jahres 1878 in Clarens, einem am Genfersee gelegenen Winzerort. Dort erholte er sich von einer Depression und einem schweren Nervenzusammenbruch, der durch seine unglückliche Ehe mit der Konservatoriumsstudentin Antonina Miljukova und aufgrund der Unterdrückung seiner Homosexualität ausgelöst worden war. Die positive Wirkung seines Aufenthaltes schlug sich im Konzert nieder, in dem sich neu gewonnene Lebensfreude manifestierte.
Unterstützt wurde Tschaikowski, der selbst kein praktizierender Violinspieler war, vom Geiger Josef Kotek, Tschaikowskis einstigem Kompositionsschüler. Die Kompositionsarbeiten waren nach drei Wochen abgeschlossen, obwohl Tschaikowski den ursprünglich geplanten Mittelsatz durch das als „Canzonetta“ bekannte Andante ersetzte. Aus dem ursprünglich geplanten Mittelsatz wurde später die Méditation für Klavier und Violine op. 42.

## Uraufführung
Anfangs hatte Tschaikowski als Solisten Leopold Auer vorgesehen. Dieser hielt allerdings einige Passagen des Soloparts für spieltechnisch nicht ideal und lehnte folglich ab, da die Stimmen schon gedruckt waren. Später nahm Tschaikowski einige Änderungen vor und kürzte Orchesterpassagen vor allem im dritten Satz. In dieser Form gab er das Konzert an zahlreiche seiner Schüler weiter. Möglicherweise fand die Uraufführung des Werkes in der Fassung für Violine und Klavier durch Leopold Damrosch 1879 in New York statt. Erst zwei Jahre später kam es zur europäischen Erstaufführung bzw. der Uraufführung der Orchesterfassung am 4. Dezember 1881 durch Adolph Brodsky, der Hans Richter und seine Wiener Philharmoniker von den Qualitäten des Werks überzeugen konnte. Brodsky spielte auch ein umjubeltes Konzert am 8. Mai 1882 in London und die russische Erstaufführung am 20. August 1882 in Moskau und ebnete dem Konzert den Weg zu weltweitem Ruhm.

## Aufbau
Die Besetzung besteht aus 2 Flöten, 2 Oboen, 2 Klarinetten, 2 Fagotte, 4 Hörnern, 2 Trompeten, Pauken, Streichinstrumenten sowie Solovioline.
1. Allegro moderato
2. Canzonetta. Andante
3. Finale. Allegro vivacissimo

### Erster Satz
Der erste Satz überrascht dadurch, dass die Kadenz bereits der Durchführung folgt und nicht, wie vorher üblich, der Reprise. Eine weitere Besonderheit ist, dass die einleitende Orchestermelodie – wie in Tschaikowskis b-Moll-Klavierkonzert – im ganzen Werk nicht wiederkehrt.

### Zweiter Satz
Über den zweiten Satz, der vom melancholischen Spiel der Violine geprägt ist, schrieb seine Mäzenin und Brieffreundin Nadeschda von Meck an ihn: »Die Canzonetta ist geradezu herrlich. Wie viel Poesie, welche Sehnsucht und tiefe Traurigkeit in diesen sons voilés, den geheimnisvollen Tönen!«

### Dritter Satz
Das attacca subito des dritten Satzes unterbricht plötzlich die Schwermut des Vorgängersatzes und führt zu den zwei beschwingten Hauptthemen des Finalsatzes. – Anhörenⓘ

## Wirkung
Den einflussreichen Musikkritiker Eduard Hanslick erinnerte das Konzert an »die brutale und traurige Lustigkeit eines russischen Kirchweihfestes« sowie an »lauter wüste und gemeine Gesichter« und »rohe Flüche«; er meinte über das Werk, es bringe »uns auf die schauerliche Idee, ob es nicht auch Musikstücke geben könnte, die man stinken hört«. Auch andere Musikkritiker reagierten ablehnend auf das Werk. Ähnlich negativ hatten Kritiker sich über Tschaikowskis vier Jahre zuvor komponiertes 1. Klavierkonzert geäußert, ihre Meinung später aber weitestgehend revidiert. Tschaikowski reagierte daher gelassen auf die Kritik und war überzeugt, dass das Konzert sich durchsetzen werde. Es gehört bis heute zu den bekanntesten, meistaufgeführten und meistgespielten Violinkonzerten weltweit.

## Diskographie
- 1952: Erica Morini, RIAS-Symphonie-Orchester, Ferenc Fricsay, Deutschland Radio
- Ruggiero Ricci, Niederländisches Rundfunkorchester, Jean Fournet, Decca
- David Oistrach, Das Sinfonieorchester der Moskauer staatlichen Philharmonie, Gennadij Roshdestwendsky, Melodia-Eurodisc
- 1966: Christian Ferras, Berliner Philharmoniker, Herbert von Karajan, Deutsche Grammophon
- 1980: Gidon Kremer, Berliner Philharmoniker, Lorin Maazel, Deutsche Grammophon
- 2003: Anne-Sophie Mutter, Wiener Philharmoniker, André Previn, Deutsche Grammophon
- 2010: Hilary Hahn, Royal Liverpool Philharmonic Orchestra, Vasily Petrenko, Deutsche Grammophon

## Film
- Das Konzert (Le concert). Drama, Frankreich/Belgien/Italien, 2009
- Mozart in the Jungle (Serie). S01E01 Pilot, USA / New York, 2014